# Margarida Martins
Margarida Carmen Nazaré Martins, más conocida como Margarida Martins ComM - MPAH (Lisboa, 11 de julio de 1953) es una política, activista social y ex alcaldesa portuguesa. Fue pionera en Portugal en su labor de sensibilización y prevención del sida, siendo cofundadora de la Asociación Abraço, que presidió durante cerca de 21 años.
Fue Presidenta de la Junta Parroquial de Arroios, elegida como independiente en las listas del PS, durante dos mandatos municipales, desde 2013 hasta 2021, cuando dimitió tras ser derrotada en las elecciones municipales del 26 de septiembre de 2021.

## Biografía
Nació en Lisboa, en la antigua parroquia de Socorro, hoy parte de Arroios, en la maternidad de Santa Bárbara, que funcionaba en el ático del Hospital de S. José. Su padre, Álvaro das Dores Martins da Graça, fue un obrero y militante del PCP que fundó la primera escuela obrera en Ervidel, Alentejo. Por haber trabajado en la construcción del entonces Puente del Tajo, fue condecorado con la Medalla de la Orden Civil del Mérito Agrícola e Industrial - Clase Industrial, el 19 de diciembre de 1966, a propuesta del entonces Ministro de Obras Públicas, Eduardo de Arantes e Oliveira.
Empezó a trabajar en una empresa de construcción, pero sólo después de casarse tuvo su primer contacto con el mundo artístico en el Bar Zodíaco, que poseía en Lapa con su marido. También trabajó en una editorial y más tarde como secretaria en una empresa de construcción.
Tras conocer al empresario de la noche lisboeta Manuel Reis, que le fue presentado por Lia Gama, asumió el papel de portera y relaciones públicas en uno de los locales nocturnos más emblemáticos de la capital en los años ochenta. - el bar "Frágil". Allí permaneció desde 1983 hasta 1991.
En 1991 Margarida Martins se enfrentó a la infección por VIH/Sida de un amigo, João Carlos, que acabó hospitalizado y murió en el Hospital Egas Moniz. A finales de ese año, existía un pequeño grupo de voluntarios que intentaba apoyar a los pacientes hospitalizados en esa unidad de enfermedades infecciosas, pero sólo después de la muerte de João Carlos nació el deseo de crear una asociación que pudiera ayudar a las personas infectadas por el virus del SIDA. Se generó un movimiento de apoyo en torno a este proyecto y al año siguiente, el 26 de abril de 1992, fecha del cumpleaños de João Pedro, se celebró un espectáculo en el Coliseu dos Recreios para recaudar los fondos necesarios para crear una asociación. La Asociación Abraço se constituyó semanas más tarde, el 5 de junio de 1992, con sede en Bairro Alto.
El "Abraço", dirigida por Margarida Martins, trató inicialmente de mejorar las condiciones de los pacientes infectados hospitalizados en Egas Moniz, y sólo más tarde inició una serie de campañas nacionales para prevenir la enfermedad y educar a la población al respecto. Naturalmente, su experiencia y los contactos adquiridos en «Frágil» ayudaron a catapultar la Asociación, que pasó a ganarse el respeto y el apoyo de miles de personas en todo el país. El testimonio más curioso de la importancia y el reconocimiento de su labor vino de la voz del actual Ministro de Educación, Tiago Brandão Rodrigues, a quien mencionó en una entrevista con Lusa, publicada posteriormente en el Diário de Notícias:Plantilla:Citação2«Fui a presentarme y me dijo: "Sé muy bien quién es Margarida porque cuando yo tenía 13 años vino a mi escuela, en el norte, a hablar del VIH/SIDA. Fue contigo con quien oí hablar por primera vez de la enfermedad".

- Margarida Martins, Lusa.
Después de 21 años al frente de la dirección de Abraço, Margarida Martins decide dejar la presidencia para presentarse como independiente en la lista del Partido Socialista para la Concejalía Parroquial de Arroios. En su lugar estará el psicólogo Gonçalo Lobo. La ocasión se celebró con el lanzamiento del libro "21 Cartas de Amor", cuyo prefacio fue escrito por Margarida Martins.
Terminó su segundo mandato como Presidenta de la Junta Parroquial de Arroios, elegida por la lista del Partido Socialista, el 19 de octubre de 2021, fecha de toma de posesión del actual presidente.
En las elecciones locales de 2021, fue candidata a un 3.º mandato como jefa del Consejo Parroquial de Arroios, por la coalición Mais Lisboa, liderada por Fernando Medina, pero perdió  la reelección ante la candidata de la coalición Novos Tempos Lisboa liderada por Carlos Moedas, Madalena Natividade. La derrota de Margarida Martins en 2021 se produjo pocos días después de que se publicara un reportaje en la revista Sábado, según el cual Margarida Martins, como presidenta de la Junta Parroquial de Arroios, realizó compras en el Mercado 31 de Janeiro sin pagar, utilizó vehículos de la Junta Parroquial, conducidos por un empleado de la Junta Parroquial, para viajar de ida y vuelta a casa y tuvo su casa y su salario embargados por la Seguridad Social, debido a una deuda de 47 mil euros. El entonces presidente de la Cámara y candidato al cargo, Fernando Medina, mantuvo la confianza personal y política en Margarida Martins y también acabó perdiendo las elecciones frente a Carlos Moedas. El episodio pone fin así a 14 años de gobierno del PS en el Ayuntamiento de Lisboa y en varias freguesias de la ciudad, algunas de las más pobladas, como Arroios.
Fue condecorada con el grado de Comendadora de la Orden del Mérito el 6 de marzo de 1998 por el presidente Jorge Sampaio. Y también, el 9 de enero de 2019, por el Jefe del Estado Mayor del Ejército, General José Nunes da Fonseca por su «permanente disponibilidad y sentido de servicio público». 
|  | Citas                                                                         |
|  | ----------------------------------------------------------------------------- |
|  | “Soy una mujer que viene de muchos mundos” “Quien soy hoy se lo debo a Manel” |

## Investigación Criminal
El 27 de octubre de 2021, la Unidad Nacional Anticorrupción de la Policía Judicial allanó la Junta Parroquial de Arroios y la residencia de Margarida Martins, quien fue señalada como imputada. Las búsquedas realizadas están relacionadas con las investigaciones sobre la compra de cemento, por parte de la Junta Parroquial de Arroios, en dosis anormalmente altas y la contratación de empresas para el mantenimiento de espacios verdes en la parroquia de Arroios, durante el mandato de Margarida Martins. La contratación de empresas para el mantenimiento de espacios verdes fue objeto de un informe del Tribunal de Cuentas, publicado en 2020, ya que la Junta de Freguesia de Arroios dividió el territorio de la parroquia en dos lotes a efectos de mantenimiento de espacios verdes, lo que el Tribunal de Cuentas consideró una forma de eludir las normas de contratación pública, y celebró varios contratos por acuerdo directo con diferentes empresas, pero pertenecientes a los mismos propietarios.
Según un comunicado oficial del Ministerio Público, existen sospechas de delitos cometidos en el ejercicio de funciones públicas en la Junta Parroquial de Arroios, concretamente malversación de fondos, malversación de uso y participación económica en negocios.
Margarida Martins negó todas las acusaciones, afirmando que fue objeto de una campaña política.

## Condecoraciones
- Comendadora de la Orden del Mérito (1998)[15]
- Medalla de D. Afonso Henriques - Mérito del Ejército – 1. [16]